# كارليلس (نيويورك)
كارليلس (بالإنجليزية: Carlisle, New York)‏ هي بلدة أمريكية تقع في الولايات المتحدة في مقاطعة شوهاري، نيويورك. يقدر عدد سكانها بـ 1,758 نسمة ومساحتها 88.7 كم2 وترتفع عن سطح البحر 385 متر.

## أعلام
- جاي روجرز
- ديفيد تايلور